# Arnao Guillén de Brocar
Arnao Guillén de Brocar (Navalhas e Angòs (França), vers el 1460 - Alcalá de Henares, 1523), també conegut com a Axnaldus (o Arnaldus) Guilielmus (o Guillelmus o Guilliermus) de Brocario (en llatí), Arnaldo Guillermo de Brocar (en castellà) o Arnaud-Guillaume de Brocario (en francès); fou un editor, impressor i tipògraf cèlebre pels seus treballs realitzats en els inicis del segle xvi, especialment la Bíblia Poliglota Complutense.

## Biografia
Arnao Guillén sembla natural de Le Broch, a l'actual municipi francès de Navalhas e Angòs, a la regió de Bearn, però també s'han defensat altres orígens, com Alemanya, o Brochard, a les Landes.
Es forma com a impressor a Tolosa de Llenguadoc, probablement amb Henricus Turner de Basilea o amb Johannes Parix, i el que és segur és que mantingué una certa relació amb Henricus Mayer, per haver utilitzat en la seva primera impressió, el 1490, els mateixos tipus que Mayer.

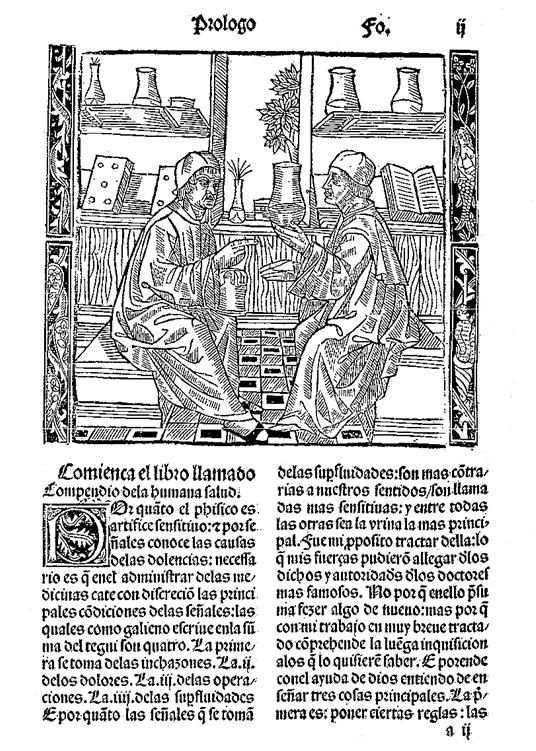
Portada del Compendio de la humana salud (1495) de Johannes de Ketham

### Impressor a Pamplona (1489-1501): Els inicis
En 1489 Guillén de Brocar es trasllada a Pamplona, possiblement invitat pels reis de Navarra, Joan III Albret i Caterina I de Navarra, on inicia la seva trajectòria com a impressor amb l'obra titulada Manuale secundum consuetudinem ecclesiae Pampilonensis, editada el 15 de desembre de 1490. De Pamplona se li coneixen 29 edicions, encara que d'algunes no queda cap exemplar, entre llibres i butlles, essent Pedro de Castrovol l'autor més editat.
Majorment publica llibres religiosos, com Título virginal de Nuestra Señora d'Alonso de Fuentidueña (1499), entre d'altres, però també de filosofia —Commentum super libros Politicorum et Oeconomicorum Aristotelis de Pedro de Castrovol (1496)—, medicina —Epílogo en medicina y cirugía o Compendio de la salud humana de Johannes de Ketham (1495)— i història —Cronica y destruyción de Troya de Guido delle Colonne (1500).
Els capítols de Lugo (el 1494) i Mondoñedo (el 1496) li encarreguen la confecció de Missals i Manuals, que actualment no es conserven, mentre dels Missals de Pamplona i Tarassona encara es conserven exemplars. D'aquest període es conserven dues butlles: Butlla d'indulgències a favor de la catedral de Burgo de Osma (1498) i la Butlla d'indulgències a favor de la catedral de Pamplona (1501); i es tenen notícies d'una altra: Butlla a favor del monestir de Sancti Spiritus in Saxia (1495).
En les seves edicions utilitza la lletra gòtica de tres mides, de vegades la doble columna, i freqüentment, dues tintes (negra i roja); en la meitat dels impresos inclou gravats de fusta; i tot, executat sobre un paper de molt bona qualitat.
Participant de la valoració social de la seva tasca, Guillén de Brocar estampa la seva marca d'impressor des de 1492, i va modificant aquesta en cinc ocasions al llarg de la seva carrera professional, però mantenint sempre la forma distintiva de l'entrellaçat de les seves inicials A G.
Resideix a Pamplona des de 1489 fins a 1501. Allí es casa amb María de Zozoya, amb qui té dos fills, Juan i Pedro, que també es dedicaren a la impremta, i una filla, Maria, qui es casà amb Miguel de Eguía, també impressor.

### Impressor a Logronyo (1501-1517): La relació amb Nebrija
A finals de 1501, o a l'any següent, es trasllada a Logronyo, on instal·la la seva impremta, que mantindrà activa anys després del seu trasllat a Alcalá de Henares. La primera obra estampada que sortí de les premses logronyeses fou les Elegantiae d'Agostino Dati (1502). En les seves publicacions d'aquesta època, unes 39 impressions, predominen els llibres religiosos com Sacerdotalis instructio circa missam de Rodrigo Fernández de Santaella (1503) o Tractatus sacerdotalis de sacramentis, deque dignis officijs,... de Nicolaus de Blony (1503), però també apareixen obres d'Antonio de Nebrija, la Cárcel de Amor de Diego de San Pedro (1508), Los seys triunfos de Francesco Petrarca (1512) o el Cancionero de Pedro Manuel de Urrea (1513).

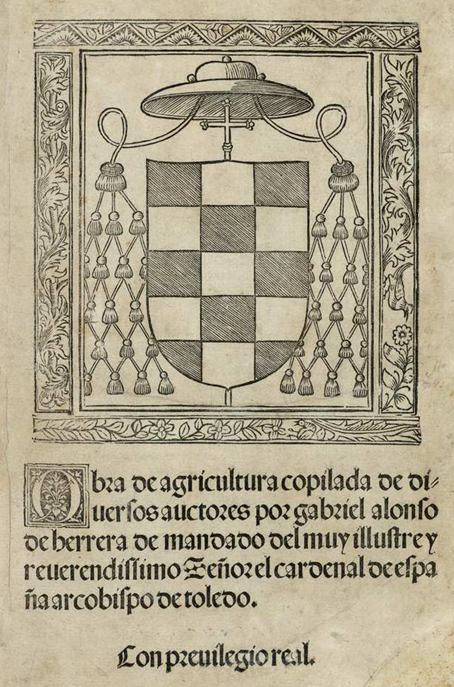
Portada de l'Obra de agricultura (1513) de Gabriel Alonso de Herrera

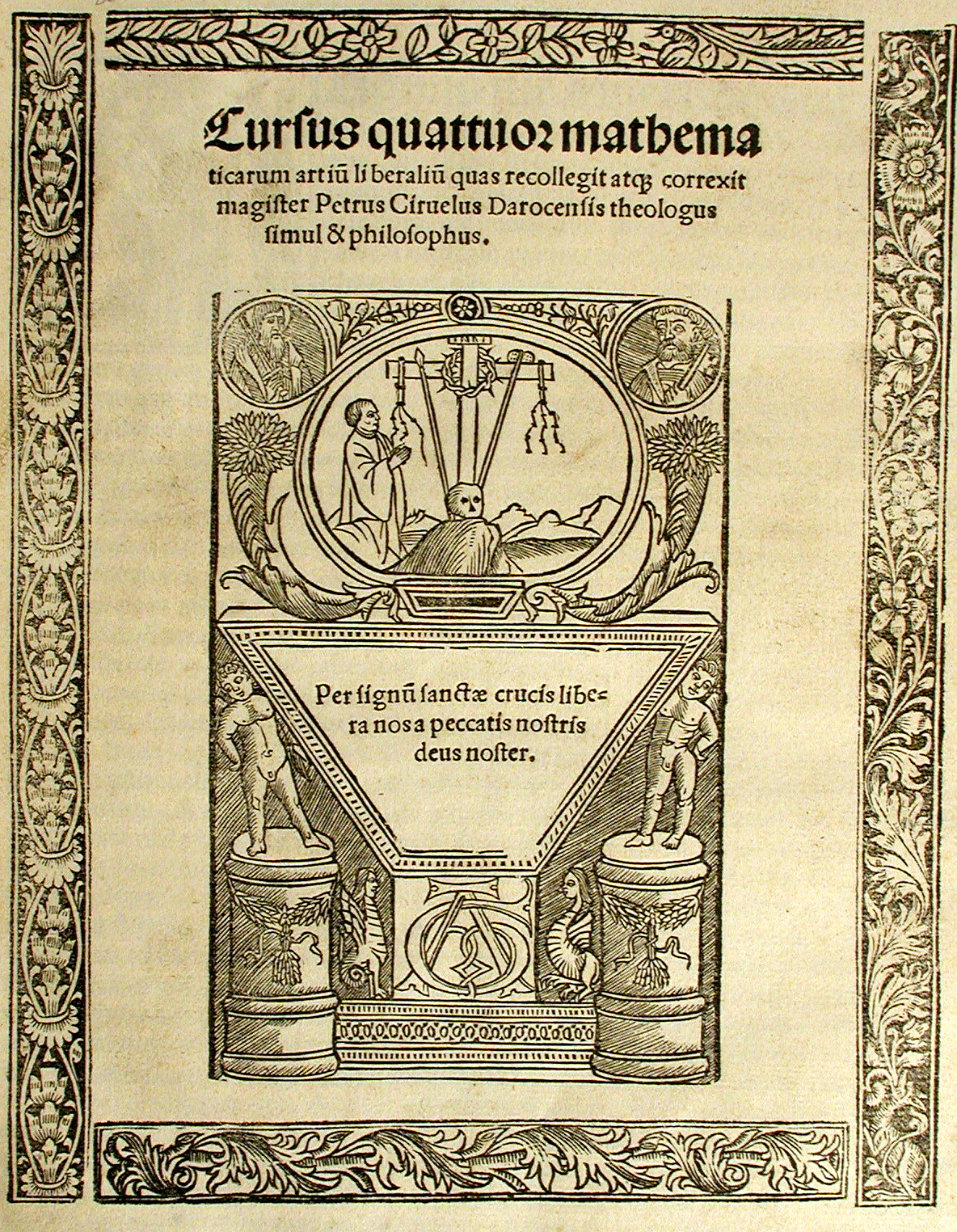
Portada del Cursus quattuor mathematicarum artium liberalium (1516) de Pedro Ciruelo

Especialment fructífera serà la relació entre Guillén de Brocar i Nebrija, amb la publicació de 20 edicions d'obres de Nebrija, entre originals i texts comentats, corregits o arreglats pel mateix autor Els primers anys, entre 1503 i 1505, Brocar es beneficia de l'obra de Nebrija, tot i que el centre de l'activitat editorial de l'obra de Nebrija està en altres ciutats; entre 1505 i 1508, la relació entre ambdós es reforça; i a partir de 1508 la relació es fa més estreta i és quan se sol·licita el privilegi d'impressió per a diverses obres revisades, com les Introductiones latinae, i els vocabularis de llatí, castellà, medicina i Sagrades Escriptures.
Poc abans del seu trasllat a Alcalá de Henares, Guillén de Brocar torna a demanar un privilegi d'edició per a diverses obres que tenia pensat imprimir, li és concedit el 7 de gener de 1511, i el 28 d'octubre del mateix any són tasades les edicions.
Tot i que a partir de 1510 viu habitualment a Alcalà de Henares, ni tanca la impremta de Logronyo ni renuncia al seu veïnatge. Així, les impressions es mantenen fins a l'any 1517, data aquesta última en que publica, a encàrrec del Cardenal Cisneros, la Crónica del rey Juan II, una de les seves impressions més importants, producte harmònic i de gran bellesa: una lletra gòtica de qualitat, inicials xilogràfiques abundants i alternança en l'ús de la tinta roja i negra. Pocs anys abans de la seva mort, el 1521, encara es presenta com a veí de Logronyo.

### Impressor a Alcalá de Henares (1510-1523): el Cardenal Cisneros
El Cardenal Cisneros, amb la intenció de potenciar les edicions de materials didàctics i per portar endavant l'edició de la Bíblia Poliglota, ofereix el 1510 a Guillen de Brocar ser impressor de la Universitat d'Alcalá de Henares; pareix ser, per recomanació de Nebrija. Anys abans, el 1502, pel mateix motiu, havia estat invitat l'impressor sevillà Estanislao Polono, però sols es manté a Alcalá de Henares dos anys, potser per l'endarreriment de les tasques de la Bíblia Poliglota o per tardar a començar els cursos la universitat. Des de 1510 Guillén de Brocar es dedica a preparar la impremta a Alcalá, on fixa la seva residència, expandint-se posteriorment per altres poblacions, on instal·la sucursals, com Valladolid i Toledo, i edita a Burgos.
Inicia les seves publicacions a Alcalá de Henares a principis de l'any 1511, amb Tratado... sobre la forma que auie de tener en el oyr de la missa d'Alfonso de Madrigal, que surt de les premses el 26 de febrer. Aquesta és l'època més fructífera amb obres religioses —Psalterium secundum vsum Sancte ecclesie Toletane (1515) o De planctu beatissimae Virginis Mariae super filium suum in crucem pendentem del Pseudo Sant Bernat (1515)—, filosòfiques —Opus absolutissimum rhetoricorum  de Georgio Trapezuntio (1511), Logicalia parva de Ramon Llull (1518) o Textus abbreuiatus Aristotelis super octo libris phisicorum; reuisus atque diligentissime emendatus d'Aristòtil (1523)—, filològiques —Erotemata chrysolorae De formatione temporum ex libro chalcondylae. Quartus gazae de constructione. De anomalis verbis. De Encliticis. Sententiae monostichi ex variis poetis de Manuel Crisolores (1514) o Reglas de ortographia en la lengua castellana d'Antonio de Nebrija (1517)—, astronòmiques —Apotelesmata Astrologiae Christianae  de Pedro Ciruelo (1521)—, matemàtiques —Cursus quattuor mathematicarum artium liberalium de Pedro Ciruelo (1516)— o literàries —Oratio Nicolai de pax Patricii Maioricensis Compluti habita de Nicolau de Pacs (1521).

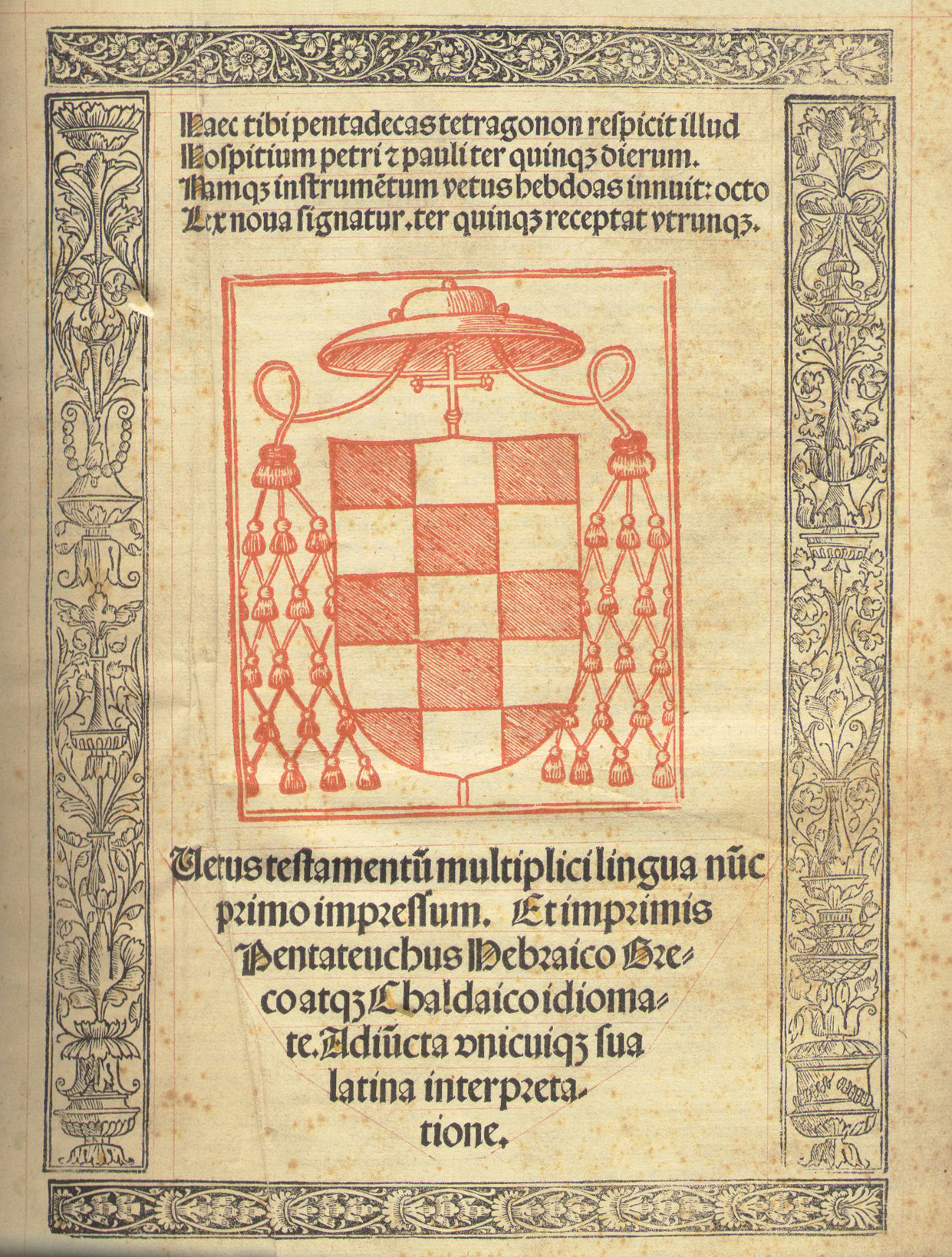
Portada del primer volum de la Bíblia Poliglota Complutense (1515-1517).

A Alcalá es converteix en l'eina que permet al Cardenal Cisneros expandir la prerreforma, d'introduir la devotio moderna, publicant obres de Savonarola, com Devotísima exposición sobre el psalmo de Miserere mei Deus (1511), o sobre la vida i l'obra de santa Caterina de Siena, com La vida de la bien auenturada sancta Caterina de Sena;...; Y la vida de la bien auenturada soror Ioana de Orbieto; y de soror Margarita de Castello de Raimondo da Capua (1511) i Obra de las epístolas y oraciones de la bien auenturada Virgen Sancta Catherina de Sena.... (1512). Amb el patrocini de Cisneros es converteix en el principal impressor de la ciutat, aprovisionant de pergamins i d'edicions cuidades per a l'estudi, a la Universitat.

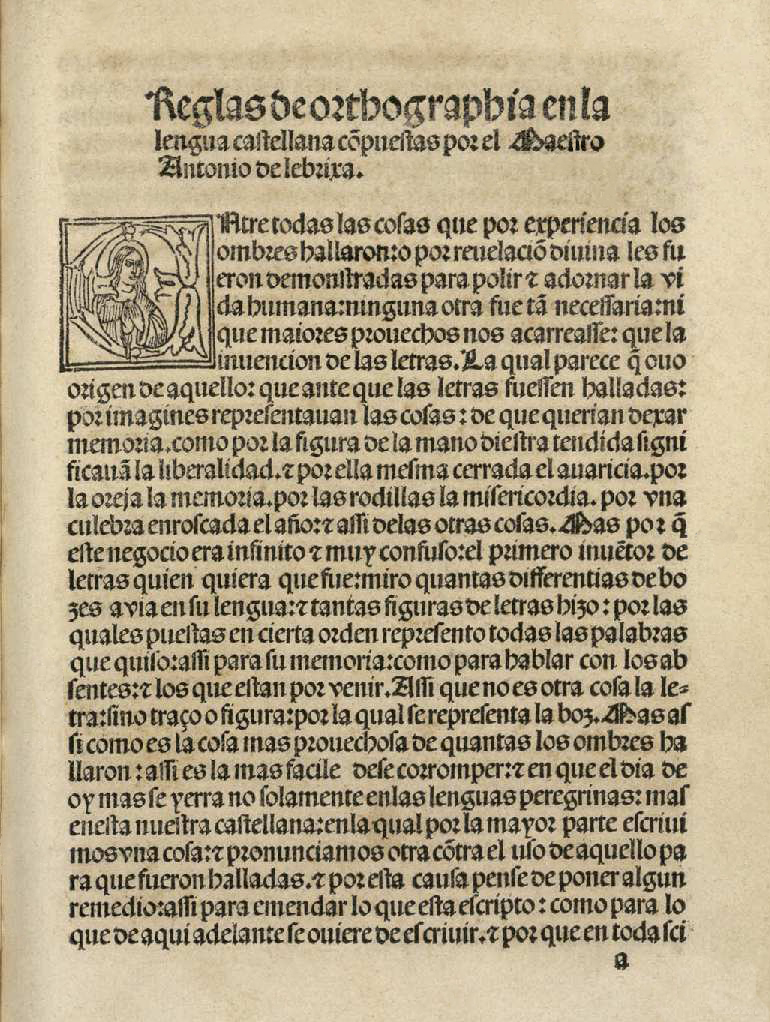
Primera pàgina de les Reglas de ortografía en la lengua castellana (1517) d'Antonio de Nebrija.

En 1513 aconsegueix ser nomenat impressor de la Butlla de la Croada contra els turcs al monestir de Nuestra Señora del Prado de Valladolid, que publica en diverses ocasions, en castellà i en català. Establida la impremta, també publica altres llibres, des de 1514 fins a 1519, com Epistolarum familiarum libri decem et septem, orationes quinque, de Parcis liber unus, repetitio de verbo fero et eius composites liber unus, carminum libri duo de Lucio Marineo Sículo (1514), Compendio de los boticarios de Saladinus de Asculo (1515), Seruidor de albuchasis d'Abu-l-Qàssim az-Zahrawí (1516) o El Salustio Catilinario [et] Iugurta con glosa de Gai Sal·lusti Crisp (1519). Al monestir de San Pedro Mártir de Toledo, on també aconsegueix la impressió de la Butlla, que publica diverses vegades; també publica altres llibres des de l'any 1518 fins a 1521, com l'Arcipreste de Talavera que fabla de los vicios de las malas mugeres. E complisiones de los hombres d'Alfonso Martínez de Toledo (1518), Compendium totius sacrae scripture diuinum Apiarium nuncupatum ... d'Enrique Amusco (1519), Tractados de principios de música práctica y theórica de Juan de Espina (1520), Obra de agricultura de Gabriel Alonso de Herrera (1520) o Historia de la bendita Magdalena sacada largamente de los euangelios e otras partes... (1521). I a Burgos, a la imprenta de Fadrique Biel de Basilea, actuant com a editor, publica el Missale Toletanum (1512), el Dictionarum d'Antonio de Nebrija (1512), i diverses obres com les Orationes de Ciceró (1512), el Paschale de Celi Seduli (1516), les Orationes ad plenum collecte (1516-1517) i les Satyrae d'Aule Persi Flac (1517), comentades per Nebrija.
L'obra editorial més important de la impremta complutense de Guillén de Brocar fou la Bíblia Poliglota, promoguda i finançada pel Cardenal Cisneros. Preparada per un equip d'especialistes des de 1502: inicia la seva publicació el 1514, finalitza el 1517, i després d'esperar el permisos necessaris, comença a distribuir-se a partir de 1520. Guillén de Brocar aconsegueix una edició amb una maquetació excel·lent, una extraordinària correcció tipogràfica, una pulcra estampació, i una tinta negra de gran qualitat. Els tipus grecs utilitzats en el Nou Testament, creats per Brocar, són de gran bellesa i claredat, sense abreviatures, i amb un mida major que els de l'Antic Testament, que presenten bastants abreviatures, accents i són cursius, inspirats en els d'Aldo Manuzio.
Les Questiones logice d'Antonio Coronel, fou la darrera obra publicada per Guillén de Brocar, el dia 17 de novembre de 1523. Mor aquest mateix any, en el que queda de novembre o en desembre, i la seva empresa editorial continua amb els seus hereus, Miguel de Eguía, el seu gendre, i Juan de Brocar, el seu fill.